# Церковь Святого Петра (Харперс-Ферри)

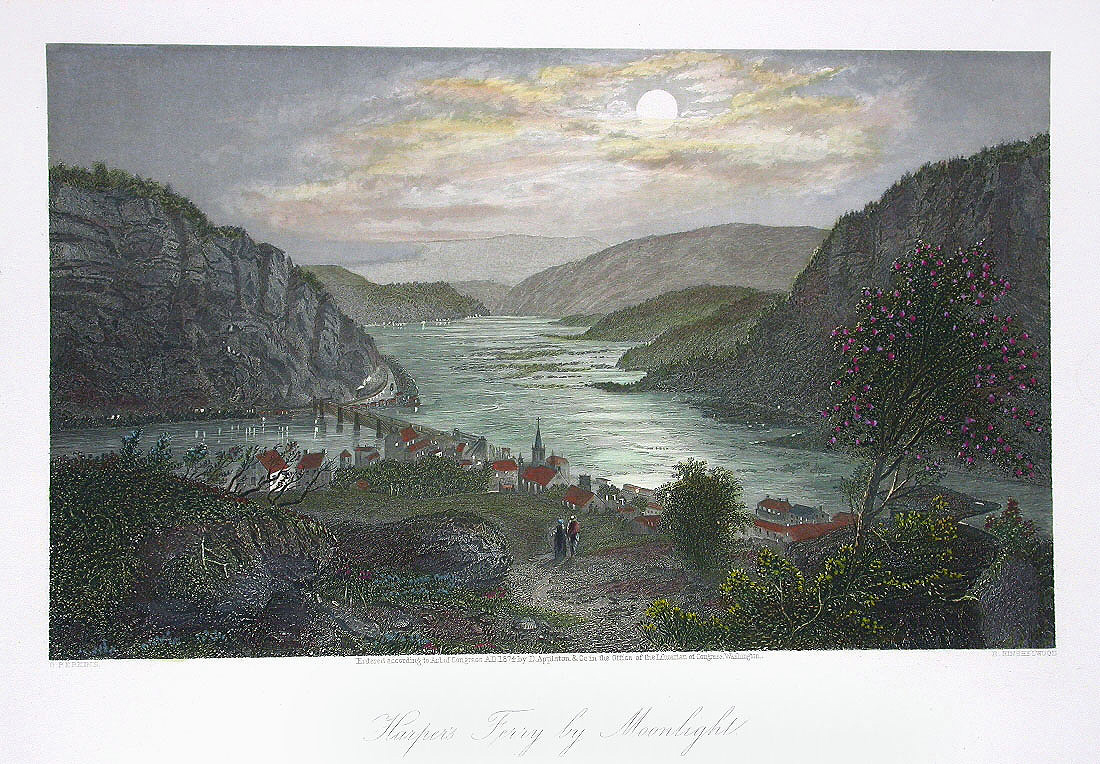
Картина «Харперс-Ферри лунной ночью» 1872 года. Церковь святого Петра изображена в центре картины

Церковь святого Петра (англ.  St. Peter's Roman Catholic Church ) — католический храм в городе Харперс-Ферри, Западная Виргиния, США. Входит в состав епархии Уилинг-Чарлстона. Находится на территории «Исторического района Хасперс-Ферри», который входит в состав Национального реестра исторических мест США и Национального исторического парка «Хасперс-Ферри».
Здание было построено в 1833 году на высоком берегу при слиянии рек Шенандоа и Потомак. Единственный сохранившийся храм, избежавший разрушения во время сражения при Харперс-Ферри. В 1896 году храм был перестроен в популярном в то время псевдоготическом стиле. Около храма проходит туристический маршрут Аппалачская тропа в сторону Скалы Джефферсона.
В настоящее время храм принадлежит приходу святого Иакова в Чарльз-Тауне.